# Хлаповский, Дезидерий
Дезидерий Хлаповский (пол. Dezydery Chłapowski, 23 мая 1788 — 27 марта 1880) — польский генерал и агроном

.

## Биография
Родился в семье Косьцянского старосты Юзефа Хлаповского. Учился в коллегии пиаров в Рыдзине. Изучал военное искусство в Берлинской артиллерийской академии. Когда в 1806 году стала близиться война Пруссии с Наполеоном, отец Хлаповского исключил его из списков прусской армии, и Хлаповский поступил в ряды польского войска, которое сформировалось после разгрома пруссаков под Иеною и Ауэрштедтом и занятия Берлина Наполеоном. Служил в 9-м пехотном полку армии Герцогства Варшавского. Был награждён орденом Почётного легиона. Во время осады Данцига попал в плен к прусскам. Был освобожден после заключения Тильзитского мира в 1807.
Летом 1808 был вызван в Париж и назначен адъютантом Наполеона. Участвовал в испанской и австрийской кампаниях Наполеона. Произведен в бароны империи. В 1811—1813 командовал легкоконным полком. Раненый в битве при Людене, он вышел в отставку, возвратился в своё родовое имение и занялся сельским хозяйством.
Побывав в 1818—1819 в Англии и Шотландии с целью ознакомиться с состоянием тамошнего земледелия, Хлаповский постепенными преобразованиями сделал своё имение образцом для польских помещиков. Принял участие в восстании 1830 года, а после подавления мятежа снова возвратился к сельскому хозяйству. Заключенный прусским правительством за участие в восстании в Штетинскую крепость, Хлаповский написал здесь сочинение о земледелии («О Rolnictwie»), которое считается одним из лучших произведений польской агрономической литературы. Умер 27 марта 1879 года.
Жена (с 29.09.1821) — графиня Антонина (Антуанетта) Грудзинская (1794—1857), дочь графа Антония Грудзинского (1766—1835) и сестра Жанетты Лович, жены великого князя Константина Павловича. Воспитывалась в Варшаве в одном из лучших французских пансионов, а позже в Париже. В день бракосочетания великого князя Николая Павловича и Александры Фёдоровны была пожалована во фрейлины двора (01.07.1817). В 1821 году в имение отца своего Попово вышла замуж за Хлаповского. Недовольный этим браком великий князь Константин Павлович отзывался о Хлаповском весьма дурно и старался еще более отдалить свою жену от ее семьи. Их сыновья Станислав (1821—1902) и Казимир (1832—1916).